# Bahnhof Bad Bentheim
Der Bahnhof Bad Bentheim ist ein Bahnhof in Bad Bentheim, Niedersachsen. Er liegt an der Bahnstrecke Almelo–Salzbergen. Es besteht eine Umsteigemöglichkeit auf die Strecke Bad Bentheim–Nordhorn–Neuenhaus der Bentheimer Eisenbahn.

## Geschichte

Bahnhofsgebäude um 1900

Der Bahnhof wurde mit der Bahnstrecke Almelo–Salzbergen 1865 in Betrieb genommen. 1895 wurde die Strecke der Bentheimer Kreisbahn von Bentheim nach Neuenhaus eröffnet, deren Bahnhof Bentheim Nord nordöstlich des Staatsbahnhofes lag. 1908 wurde diese Strecke nach Süden nach Gronau verlängert, dabei wurde die Staatsbahn im Westen des Bahnhofes mit einer Brücke überquert.
In den 1950er Jahren wurde der Bahnhof Gildehaus geschlossen. Seitdem ist Bad Bentheim der letzte deutsche Bahnhof vor der Grenze zu den Niederlanden. Hier kontrollierten Grenzpolizei und Zoll die Reisenden der grenzüberschreitend verkehrenden Züge, bis mit dem zweiten Schengener Abkommen die Grenzkontrollen zwischen den Teilnehmerstaaten entfielen.
Seit die Strecke im Jahr 1976 durchgehend elektrifiziert wurde, treffen an diesem Bahnhof das niederländische Bahnstromsystem mit 1500 V Gleich- und das deutsche mit 15 kV Wechselspannung bei 16,7 Hz zusammen. Zur Erleichterung der Betriebsführung sind praktisch alle Fahrleitungsabschnitte über den Bahnhofsgleisen einzeln umschaltbar. Wenn ein Zug nicht mit einer Mehrsystemlokomotive bespannt ist, muss er in Bad Bentheim umgespannt werden. Es kann aber mit elektrischer Traktion rangiert werden, was fahrleitungsunabhängige Rangierlokomotiven entbehrlich macht und in vielen anderen Systemwechselbahnhöfen nicht möglich ist. Fahrten mit Triebfahrzeugen unterschiedlicher Fahrdrahtspannung sind auch gleichzeitig möglich. Die einzeln umschaltbaren Fahrleitungsabschnitte gestatten, für nahezu jede Fahrmöglichkeit wahlweise eine der beiden Spannungen einzuspeisen. Wegen der hohen Oberströme im Gleichstrombetrieb sind die Hauptgleise im Bahnhof wie auch die Streckengleise in Richtung Grenze zur Querschnittserhöhung mit Doppelfahrdraht überspannt.

## Verkehr

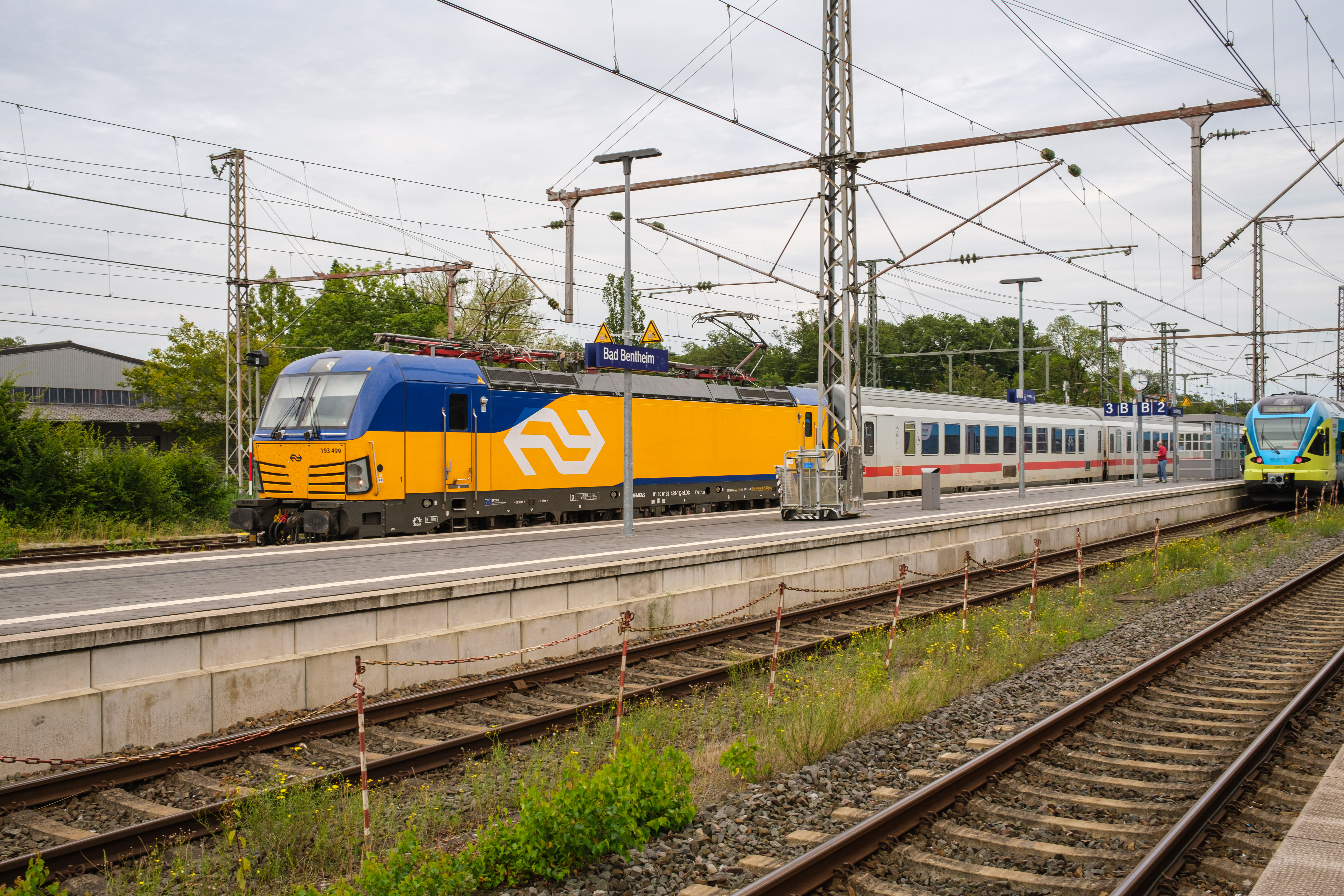
Mehrsystem-Lok der NS mit dem InterCity Berlin–Amsterdam

Bad Bentheim ist an den Fernverkehr durch die im Zweistundentakt verkehrenden Intercity der Linie 77 angeschlossen. Die Züge verkehren zwischen Amsterdam Centraal über Amersfoort Centraal und Osnabrück–Hannover sowie Berlin. Seit dem Fahrplanwechsel im Dezember 2023 finden im Bahnhof von Bad Bentheim keine Lokwechsel mehr für den Intercity statt. Auf der gesamten Strecke werden stattdessen Mehrsystemlokomotiven des Typs Vectron der Nederlandse Spoorwegen eingesetzt. Diese Maßnahme ermöglicht in Kombination mit dem Wegfall der Halte in Minden, Wolfsburg und Stendal eine Beschleunigung der Linie um 30 Minuten. Ab dem Fahrplanwechsel im Dezember 2025 werden auf der Linie Intercity-Express-Züge vom Typ ICE 3neo eingesetzt, bis die neu beschafften ICE L einsatzbereit sind.
Vor Verlängerung der Wiehengebirgs-Bahn (RB 61) nach Hengelo wendeten die Züge aus Richtung Rheine, Osnabrück und Bielefeld im Bahnhof Bad Bentheim.
Wegen technischer Schwierigkeiten bei der Stromabnahme im niederländischen Stromnetz musste zunächst ein Schienenersatzverkehr durchgeführt werden. Der Betrieb der Schienenverbindung wurde schließlich am 26. Februar 2018 aufgenommen.

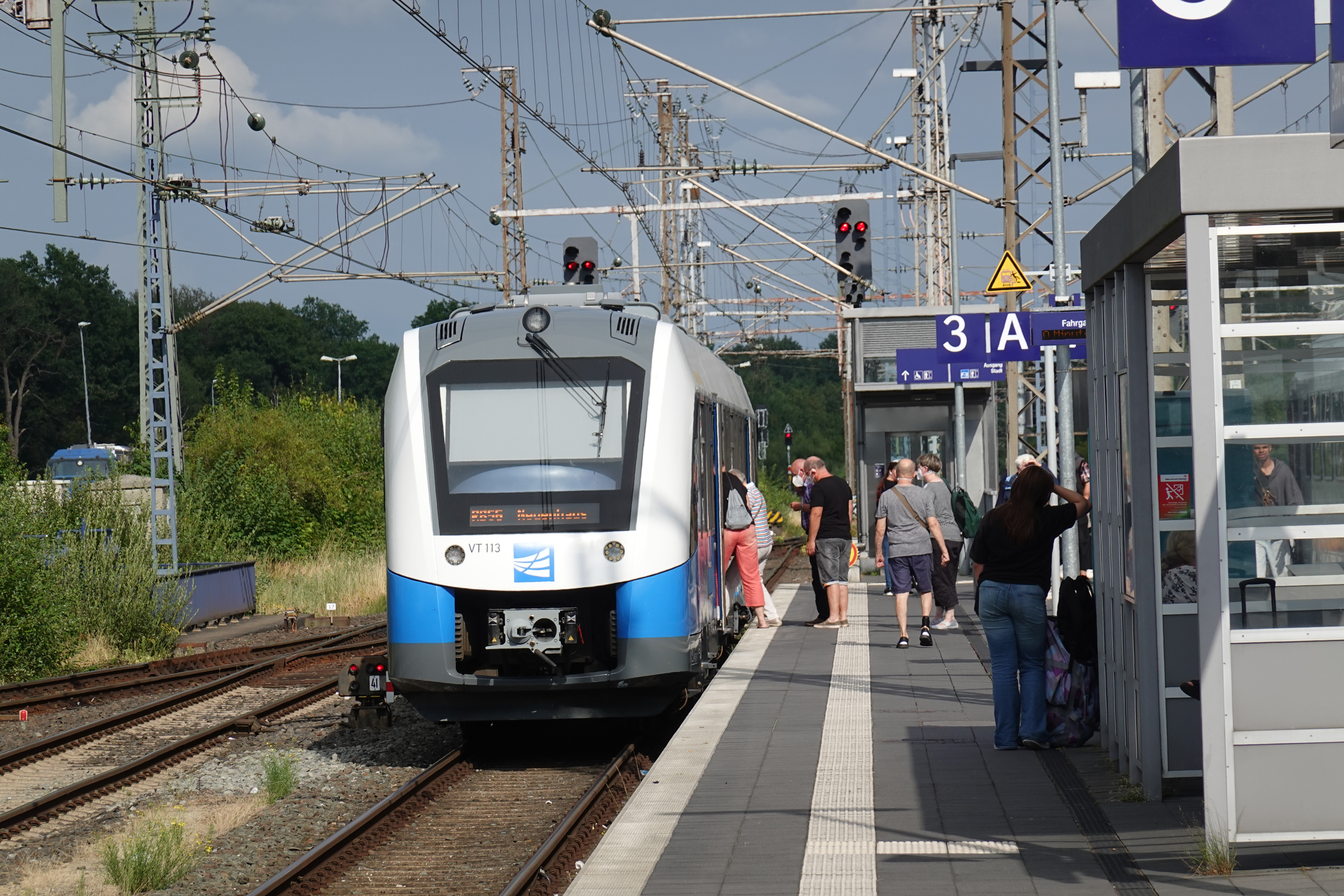
RB 56 nach Neuenhaus

Am Bahnhof entlang führt die Strecke der Bentheimer Eisenbahn von Achterberg (bis 1981 von Gronau) über Nordhorn und Neuenhaus nach Coevorden in den Niederlanden. Nahe dem Bahnhof befindet sich auch das ehemalige Verwaltungsgebäude dieser Bahngesellschaft.
Die Wiederaufnahme des planmäßigen Personenverkehrs ist als RB 56 zum 7. Juli 2019 erfolgt, nachdem zunächst eine Aufnahme ab Ende 2018 geplant war.
Von Dezember 2010 bis Dezember 2013 gab es eine Regionalbahnlinie mit dem Namen Grensland Express. Sie wurde im Rahmen eines Pilotprojektes von der Bentheimer Eisenbahn AG zusammen mit dem niederländischen Verkehrsunternehmen Syntus betrieben, zwischen Bad Bentheim und Hengelo über Oldenzaal. Am Ende des Projektes zeigte sich, dass es nicht genug Nachfrage gab, und die Linie wurde eingestellt. Die RB 61 ist seit 2018 grenzüberschreitend von Bielefeld über Bad Bentheim bis Hengelo mit Mehrsystem-Triebfahrzeugen durchgebunden. Damit ist ein umsteigefreies Angebot entstanden.
| Linie                    | Linienverlauf | Takt    |
| ------------------------ | --- | ------- |
| IC 77                    | Amsterdam – Hilversum – Amersfoort – Apeldoorn – Deventer – Hengelo – Bad Bentheim – Rheine – Osnabrück – Bünde – Hannover – Berlin-Spandau – Berlin – Berlin Ost | 120 min |
| RB 56                    | Regiopa Express: Bad Bentheim – Quendorf – Nordhorn-Blanke – Nordhorn – Neuenhaus Süd – Neuenhaus | 60 min  |
| RB 61                    | Wiehengebirgs-Bahn: Hengelo – Oldenzaal – Bad Bentheim – Schüttorf – Salzbergen – Rheine – Hörstel – Ibbenbüren-Esch – Ibbenbüren – Ibbenbüren-Laggenbeck – Osnabrück Altstadt – Osnabrück Hbf – Wissingen – Westerhausen – Melle – Bruchmühlen – Bünde (Westf) – Kirchlengern – Hiddenhausen-Schweicheln – Herford – Brake (b Bielefeld) – Bielefeld Hbf Stand: Fahrplanwechsel Dezember 2021 | 60 min  |
| Stand: 12. Dezember 2021 | |         |

## Empfangsgebäude

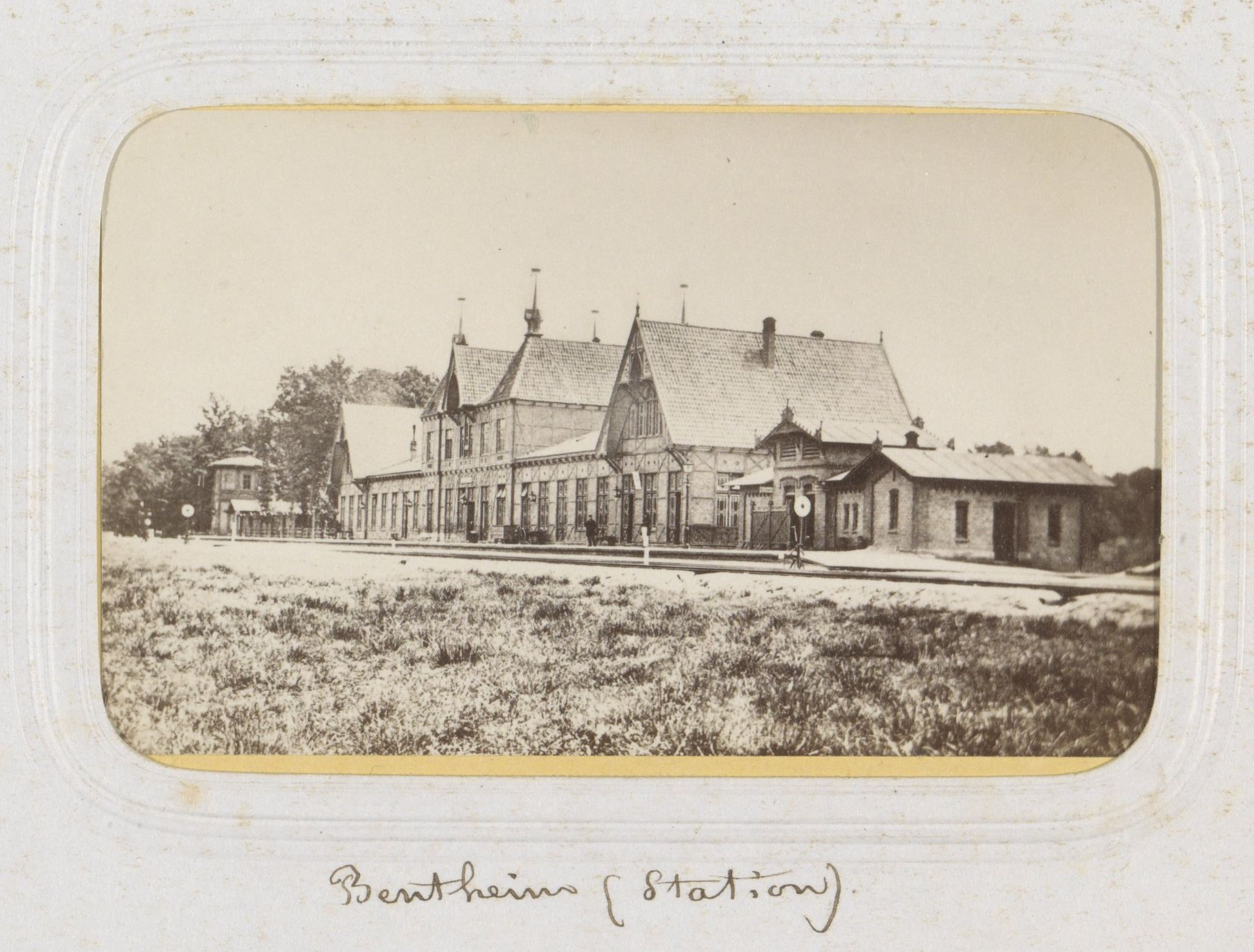
Das Empfangsgebäude wenige Jahre nach der Eröffnung der Bahnstrecke Almelo–Salzbergen (ca. 1871)

Das Empfangsgebäude wurde 1869 nach den Entwürfen des Architekten Franz Ewerbeck eröffnet. In den folgenden Jahrzehnten erlebte das Gebäude mehrere Umbauten und Renovierungen. In den 1920er Jahren gab es erste Überlegungen zur Modernisierung, da die damalige Einrichtung nicht mehr den gestiegenen Anforderungen des grenzüberschreitenden Waren- und Personenverkehrs genügte. Insbesondere die Zollabfertigungsräume waren unzureichend, was zu wiederholten Forderungen nach einem Umbau führte. Diese blieben jedoch zunächst erfolglos, und eine umfassende Modernisierung des Gebäudes wurde erst in den 1930er Jahren umgesetzt, als die Reichsbahn eine neue Revisionshalle für die Zollabfertigung und Reisegepäckabfertigung anbaute.

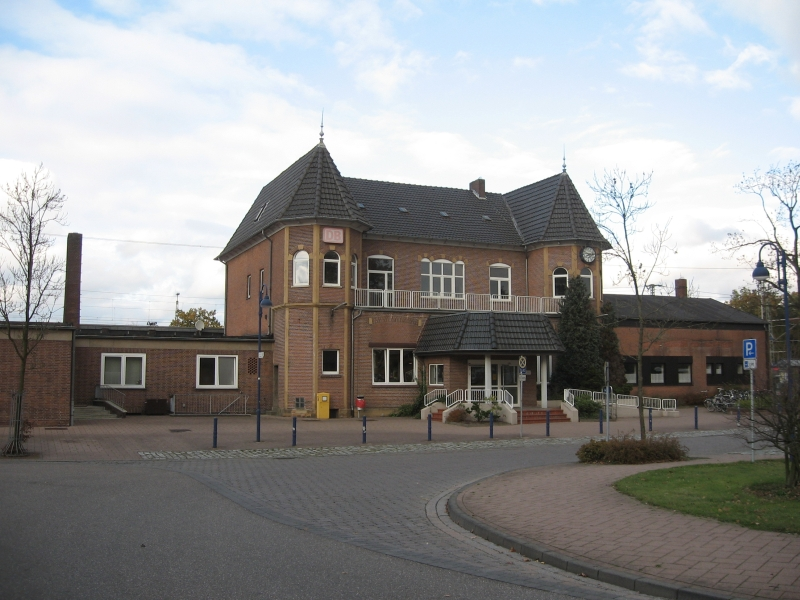
Das Empfangsgebäude vor der Renovierung (2008)

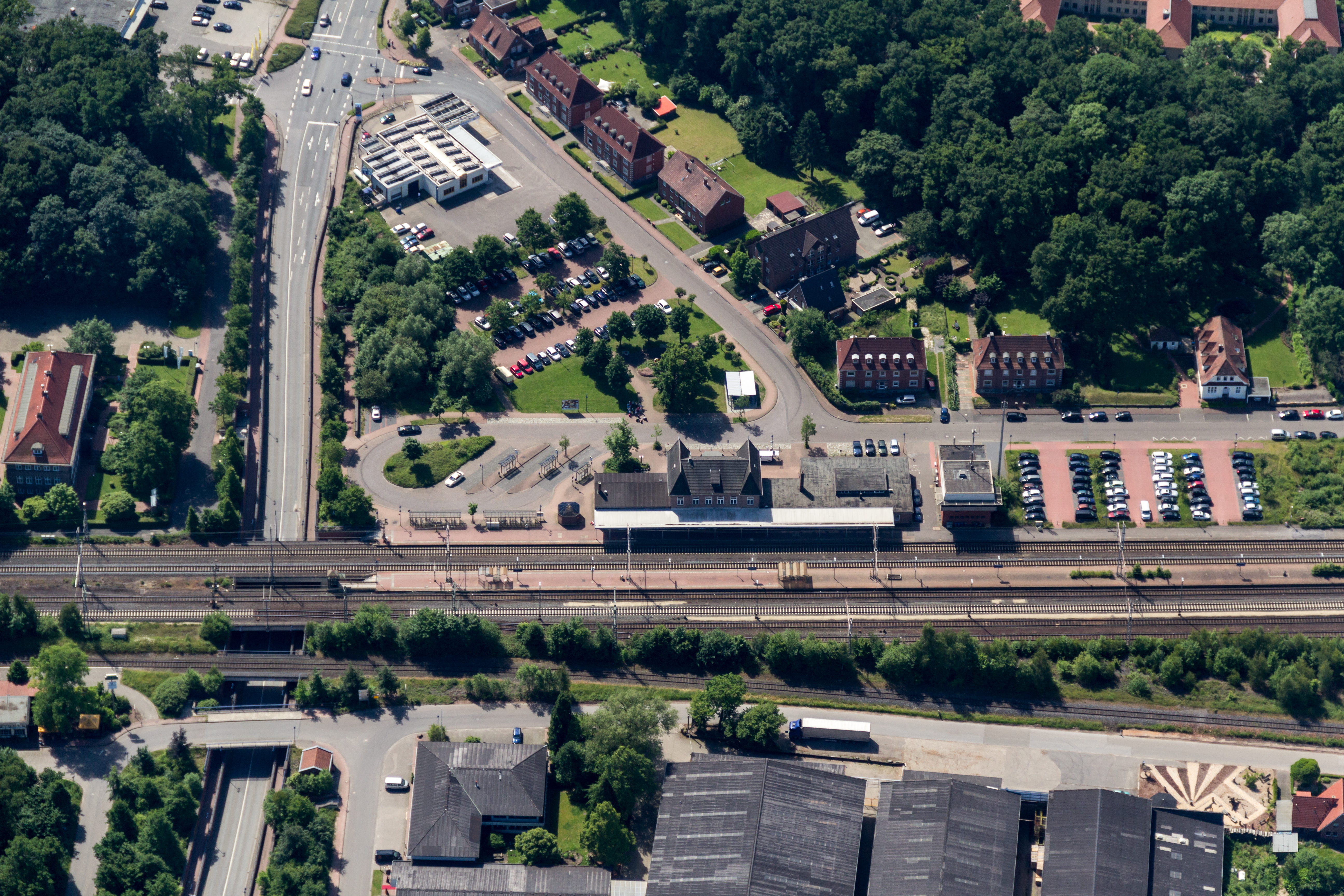
Empfangsgebäude mit Bahnhofsvorplatz und Bahnsteigen vor der Neugestaltung

Nach dem Zweiten Weltkrieg übernahm die Deutsche Bundesbahn den Bahnhof. In den 1980er Jahren wurde das Gebäude einer Renovierung unterzogen, bei der historische Elemente, wie die Wandmalereien des Plakatkünstlers Ferdy Horrmeyer, entfernt wurden. 2014/15 erwarb die Stadt Bad Bentheim das Gebäude und verkaufte es später an die Bentheimer Eisenbahn. Diese gestaltete im Rahmen des Projekts Regiopa, welches die Ausweitung des SPNV vorsieht, das Empfangsgebäude und das Bahnhofsumfeld für rund 4,4 Millionen Euro komplett um. Unter anderem wurde eine Fahrradstation errichtet. Die Eröffnung fand nach dreijähriger Bauzeit am 7. Dezember 2018 statt.
Der barrierefreie Umbau des Empfangsgebäudes im Frühjahr 2016 sorgte aufgrund verspäteter Maßnahmen durch die Bentheimer Eisenbahn für Aufsehen. Der auf 76 cm erhöhte Bahnsteig blockierte bis zur Fertigstellung des neuen Zuganges mehrere Türen, die zuvor üblicher Weg gewesen waren. Ein Vertreter der Bahngesellschaft empfahl Fahrgästen, während der Übergangszeit den Bahnhof über den nicht barrierefreien Zugang (rechts vom Haupteingang) zu betreten. Jedoch stiegen Fahrgäste durch ein neben dem Aufenthaltsraum gelegenes Fenster des Bahnhofsgebäudes, wofür sie einen Stuhl davor platzierten, auf den Bahnsteig. Das durch die mediale Berichterstattung, unter anderem im Satiremagazin Extra 3, berühmt gewordene Fenster fand nach dem Umbau einen Platz in der Bahnhofshalle. Auch in einer späteren Sendung von Extra 3 hatte sich an diesem Zustand nichts geändert und sorgte weiterhin für Amusement, insbesondere bei Touristen.
Im September 2019 zeichnete die Allianz pro Schiene den Bahnhof Bad Bentheim als Bahnhof des Jahres aus.